# مزرعة (وزينة)
مزرعة هي قرية في مقاطعة سردشت، إيران. عدد سكان هذه القرية هو 509 في سنة 2006.